# Talal El Karkouri
Talal El Karkouri (Arabisch: طلال القرقوري, Casablanca, 8 juli 1976) is een Marokkaans voormalig profvoetballer die doorgaans als verdediger speelde. El Karkouri speelde in totaal 54 interlands voor het Marokkaans voetbalelftal, en scoorde daarin zes keer.

## Carrière
- 1996-1999: Raja Casablanca
- 1999-2004: Paris Saint-Germain
  - 2000-2001: Aris FC (huur)
  - 2003: Sunderland AFC (huur)
- 2004-2007: Charlton Athletic FC
  - 2006: Al-Gharrafa (huur)
- 2007-2011: Qatar SC
- 2011-2012: Umm-Salal SC